# Astyanax jordani
Astyanax jordani es una especie de pez de la familia Characidae en el orden de los Characiformes.

## Hábitat
Es un pez ciego con ojos totalmente ausentes.
Vive en los estanques y cursos de agua subterráneos de ciertas áreas de México (20 °C-25 °C).

## Distribución geográfica
Se encuentran en la cuenca del río Pánuco, al sureste de San Luis de Potosí, en México.